# 호연씨

호연씨

호연씨(중국어 정체자: 呼延氏, 병음: Hūyán)는 기원전 4세기부터 기원후 2세기까지 북아시아에 존재했던 유목제국 흉노의 성씨 가운데 하나이며, 연제씨(攣鞮氏), 수복씨(須卜氏), 구림씨(丘林氏), 난씨(蘭氏)와 함께 흉노의 5개 부족을 형성하였다. 다른 표기로는 호연씨(중국어 정체자: 呼衍氏)라고도 한다. 이후 호연은 흉노계 국가 전조에서 많은 황후를 배출하며 지배 계층을 형성하였다.